# Jeźdźcy Apokalipsy (powieść)
Jeźdźcy Apokalipsy – trzytomowa powieść historyczna autorstwa polskiego pisarza Kazimierza Korkozowicza. Akcja powieści rozgrywa się w XVII wieku (1604–1615). Miejscem akcji są tereny ówczesnej Rzeczypospolitej oraz Carstwa Rosyjskiego podczas dymitriad i wojny polsko-szwedzkiej o Inflanty. Tytułowi jeźdźcy to lisowczycy, których formacje utworzył główny bohater utworu Aleksander Lisowski. Autor na podstawie wiarygodnych źródeł historycznych ukazuje działania polskich żołnierzy na terenach Rosji w okresie panującej tam wielkiej smuty oraz szczytu potęgi militarnej Rzeczypospolitej Obojga Narodów, której wojska jako pierwsze z dwóch armii europejskich (drugą były dopiero wojska Napoleona) zdobyły i podporządkowały sobie na dłuższy czas Moskwę.

## Tom pierwszy
Akcja pierwszego tomu rozpoczyna się w Polsce, gdzie pojawia się osobnik podający się za Dymitra, cudownie uratowanego syna Iwana Groźnego. Wydarzenie to zaciekawia polską magnaterię, która zamierza wesprzeć zbrojnie Samozwańca w wyprawie na Moskwę. Król Zygmunt III Waza postanawia oficjalnie stanąć po stronie wyprawy, widząc w tym korzyści dla siebie i Polski. Lekceważy sobie jednak opłacenie wojska walczącego ze Szwedami na terenie Inflant.
Dowodzący nimi hetman polny litewski Jan Karol Chodkiewicz znajduje się w nie najlepszej sytuacji, gdyż nieopłaceni żołnierze zaczynają się buntować i opuszczać szeregi znacznie uszczuplając siły hetmana, przeciw którym Karol Sudermański wysyła bitne i świeże oddziały skandynawskie. Z opresji ratują go jednak litewscy magnaci, którzy wysyłają mu prywatne oddziały piechoty i husarii, a wraz z nimi pułkownika Aleksandra Lisowskiego. Chodkiewicz jednak nie przepada za młodym pułkownikiem, który nierzadko krytykuje poczynania hetmana i bywa wobec niego nieposłuszny. Dzięki posiłkom wojska polsko-litewskie posuwają się jednak naprzód i pokonują Szwedów w bitwie pod Kircholmem. Zwycięstwo nie przynosi jednak Polsce większych korzyści, a król mimo obietnic wciąż nie wypłaca zaległego żołdu. Przez to, a także z powodu braku porozumienia, Lisowski opuszcza Chodkiewicza przechodząc na służbę do Radziwiłłów.
W tym czasie młody Dymitr zadomowił się na dworze starosty Jerzego Mniszcha, gdzie zakochuje się w pięknej córce gospodarza Marynie. Starosta widząc afekt carewicza do córki, początkowo jest temu niechętny, lecz widząc, że Maryna uczucie odwzajemnia, dąży do małżeństwa młodych. Dymitr za jej rękę oferuje staroście Psków i Nowogród jako ziemie przyszłej carycy oraz Smoleńsk i Siewierszczyznę dla samego Mniszcha. Obecni na dworze jezuici oraz nuncjusz papieski widzą w wyprawie możliwość rozprzestrzeniania wiary katolickiej na ziemie rosyjskie i proponują carewiczowi przejście na obrządek rzymski, na co ten się zgadza. Wkrótce Samozwaniec na czele wojsk polskich przekracza granice moskiewskie, rozbija wszelki opór wojsk rosyjskich i zdobywa Moskwę, gdzie zostaje koronowany na cara. Na wieść o tym w Krakowie w obecności króla Zygmunta III Wazy odbywa się ślub Maryny z Samozwańcem, którego reprezentuje carski poseł.
Rządy nowo obranego cara nie podobają się jednak bojarom, którzy uważają go za zbyt uległego i łaskawego, a do tego drażnią go otaczający go jezuici i polscy doradcy, których uważają za wrogów rosyjskich tradycji i obyczajów. W roku 1606 do Moskwy przybywa carowa Maryna, która zasiada przy Dymitrze na tronie carskim. Sielanka młodej pary nie trwa jednak długo, gdyż bojar Wasyl Szujski planuje spisek obalenia Samozwańca z tronu i łatwo udaje mu się do niego przekonać większość moskiewskiego bojarstwa. Dzięki intrygom Szujskiego w Moskwie dochodzi do krwawych pogromów Polaków przebywających w mieście. Bojarzy i prosty lud z łatwością łamią opór zaskoczonych rycerzy polskich i siłą dostają się na dwór carski, gdzie w bestialski sposób mordują cara Dymitra, a carycę wraz z ojcem zamykają w Jarosławiu. Na tron zasiada wódz spisku koronując się na Wasyla IV Szujskiego, który nakazuje niewolić i mordować pozostałych przy życiu Polaków. Nastaje okres rządów Szujskiego, który okazuje się okrutnikiem i tyranem.
Jedną z ofiar spisku Szujskiego jest młody szlachcic polski Nikodem Jedlina, który, goszcząc na dworze bojara, zostaje podczas pijatyki oszukany przez Rosjanina i wraz ze swymi towarzyszami nawiedza dom Wasyla Wołnowa (bojar, bowiem wskazał siedzibę carskiego puszkarza jako dom rozpusty). Pijany Jedlina widząc opór rodziny Wołnowów wpada w gniew i siłą dobiera się do córki Wołnowa, Tatiany. W ramach zemsty na napad, Andriej przetapia złoto, którym Polacy zapłacili za usługi na kule do rusznicy i podczas powstania Szujskiego zabija nimi dwóch towarzyszów Jedliny, sam ginąc z jego ręki. Nikodem zostaje jednak ranny złotym pociskiem i po rozruchach w Moskwie trafia pod opiekę medyczek, wśród których poznaje zgwałconą przez siebie Tatianę. Szlachcic zakochuje się w Rosjance i mimo oporów dziewczyny dochodzi do rozmowy, w której wyznaje Tani miłość. Ta jednak z gniewem odrzuca Jedlinę, nie mogąc wybaczyć mu gwałtu. Po wyleczeniu ran Nikodem opuszcza Moskwę i trafia pod komendę Lisowskiego, który przybywa do Rosji. Odmowa Tatiany nie zniechęca Nikodema, który wciąż czuje ogromną miłość do dziewczyny.
W niedługim czasie po obaleniu pierwszego, pojawia się Drugi Samozwaniec (w niczym nie przypominający poprzednika), który podaje się za ocalonego cara Dymitra i zamierza odbić tron carski z rąk Szujskiego. W tym celu ponownie organizowana jest wyprawa polskich sił zbrojnych na Moskwę. Wśród licznie przybyłych znajduje się również Aleksander Lisowski, któremu od razu nie podoba się nowy Dymitr, lecz nie opuszcza on jego boku. Po pewnym czasie jednak w gorącej wodzie kąpany Lisowski, który nie zamierza bezczynnie siedzieć w obozie, za zgodą cara wyrusza na step wraz z garstką żołnierzy w celu grabienia miast rosyjskich i podporządkowaniu ich wobec Dymitra. Wojska Lisowskiego walczą bez taborów i poruszają się z niezwykłą szybkością, po pewnym czasie powiększają się one osiągając liczebność dwóch tysięcy żołnierzy (do Lisowskiego dołączają zbiegli chłopi i Kozacy). Żołnierze Lisowskiego, dzięki mobilności i sprawności bojowej są nieuchwytni i stawiają skuteczny opór wojskom Szujskiego. Rozpoczyna się działalność legendarnych lisowczyków.
W coraz gorszej sytuacji znajduje się Chodkiewicz, jednak z pomocą przychodzi mu nieoczekiwana pomoc. Do hetmana przyprowadzony zostaje Estończyk Peter Rutje, poliglota i osoba obeznana z żeglarstwem. Rutje daje nie lada usługę wojskom polskim pomagając im w bitwie morskiej, dzięki której osłabiają wojska szwedzkie. Estończyk wkrótce staje się zaufanym oficerem hetmana, służąc mu głównie jako szpieg i wywiadowca.

## Tom drugi
Akcja tego tomu obejmuje lata 1608–1611. Jego głównym tematem są dążenia Nikodema Jedliny, aby Tatiana przebaczyła mu gwałt i spojrzała na niego w pozytywnym świetle. W działaniach tych Jedlinie pomaga matka Tatiany, Natalia Pawłowna. Młody szlachcic wielokrotnie odwiedza dom Wołnowów, przez co powoli, ale skutecznie przekonuje do siebie rosyjską dziewczynę. Nikodem musi wyruszać do chorągwi Lisowskiego, gdyż kończy się czas jego tymczasowego zwolnienia ze służby. Ponownie jednak opuszcza szeregi lisowczyków, aby odwiedzać swą ukochaną. Ostatecznie szlachcicowi udaje się zjednać sobie serce Tatiany.
W tym samym czasie zaczynają topnieć szeregi Samozwańca, głównie z powodu przybycia do Rosji samego Zygmunta III Wazy, który przestaje interesować się sprawą Samozwańca i sam zamierza zdobyć koronę carską. Kandydatura króla polskiego nie jest jednak popierana przez bojarów, którzy uważają Zygmunta za fanatycznego katolika. Będąc jednak w potrzasku składają propozycje królowi polskiemu, aby na cara koronowano jego syna Władysława, pod warunkiem przyjęcia przez królewicza prawosławia. Zygmunt odmawia i przy pomocy wojska zamierza nakłonić bojarów do poparcia jego kandydatury. Sprawę ułatwia nagła śmierć Samozwańca.
Do Państwa Moskiewskiego przybywa coraz więcej oddziałów wojska polskiego, a wraz z nimi tacy wodzowie jak Chodkiewicz, Jan Sapieha czy Stanisław Żółkiewski. Polacy wzmocnieni militarnie podchodzą Rosjan niemal pod samą Moskwę. Podczas wielu potyczek rozegrana zostaje krwawa bitwa pod Kłuszynem, którą zwyciężają siły polskie. Z kolei na ogromnych stepach i polach Rosji grasują lisowczycy paląc i niszcząc miasta, wsie i miasteczka, zdobywając sławę nieuchwytnych i bezlitosnych zabijaków.
Wraz z Chodkiewiczem w celach szpiegowskich przybywa do Rosji Peter Rutje, który informuje hetmana o nastrojach panujących w Rosji. Podczas wizyty w jednym ze smoleńskich zajazdów spotyka on niebrzydką dziewczynę o imieniu Sonia, do której zaczyna odczuwać cos więcej niż zwykłe przywiązanie. Sam Chodkiewicz zachęcany jest przez króla do utworzenia oddziałów wojskowych, które nie pobierałyby żołdu za wykonywaną służbę. Hetman wzywa do siebie Lisowskiego, uznając go za idealnego przywódcę takiej formacji.
W wyniku długotrwałego oblegania miasta wyczerpana strona rosyjska poddaje się i oddaje w polskie ręce cara Wasyla wraz z jego stronnikami. Zostają oni posądzeni przez polską szlachtę o wszczynanie konfliktu między dwoma narodami, przez co zostają zesłani do niewoli. Na tronie carskim zasiada młody Władysław, jednak nie ma na to oficjalnej zgody jego ojca.

## Tom trzeci
Akcja tego tomu to schyłek panowania Polaków na ziemiach moskiewskich i dalsze wydarzenia związane z działalnością lisowczyków (1612–1615).
Oficer Peter Rutje zostaje poprzez romans z Sonią wplątany w spisek przeciwko Sapieże. Rosyjska dziewczyna, bowiem, poprzez Rutjego zyskuje dostęp do Sapiehy, którego podstępnie truje. Przebywający wówczas na Kremlu Rutje zostaje oskarżony o zaplanowanie zamachu na hetmana i musi uciekać z Moskwy. Postanawia jednak wykorzystać romans z Sonią dla załatwienia pewnych spraw, dzięki którym udaje mu się uratować życie samemu Chodkiewiczowi.
Wojska Lisowskiego zaczynają dręczyć również Szwedów znajdujących się na terenie Rosji. W swych eskapadach docierają do terenów Finlandii, którą plądrują bez litości. Dobrze wytrenowane pułki fińskie i szwedzkie nie dają sobie rady z lisowczykami, przez co muszą na jakiś czas opuścić tereny moskiewskie. Sam Lisowski powraca do kraju, jednak nie zagrzewa tam długo miejsca i rusza w dalszą wyprawę wojenną. Jego siły liczą około 4000 jeźdźców. Marzeniem wodza jest przekroczenie Uralu i odwiedzenie odległych krajów takich jak Kazachstan, jednak najdalej, gdzie dociera, to monaster prawosławnych mnichów położony w samych górach. Niedługo potem ponownie wyrusza w Rosję, gdzie w jednej ze swoich kwater umiera w tajemniczych, nienaturalnych okolicznościach. Z wiadomością od hetmana Chodkiewicza przyjeżdża Peter Rutje, ale za późno. Jednak dzięki śledztwu Estończyka udaje się odnaleźć sprawcę, którym okazuje się kupiec Suchecki.
Wśród polskiej załogi stacjonującej w Moskwie zaczyna doskwierać głód. Jest on na tyle poważny, że żołnierze zaczynają mordować się nawzajem, aby spożyć ludzkie zwłoki. W takiej sytuacji Polacy poddają się i tylko mała ich część powraca do Rzeczypospolitej. Kończy się polskie panowanie w Rosji, bojarzy obalają rządy cara Władysława, obierając na jego miejsce Michaiła Romanowa, który rozpocznie długą linię dynastii Romanowów.
Nikodem Jedlina z kolei opuszcza już na dobre Lisowskiego i wraz ze swą żoną Tanią powraca do rodzinnych włości, którymi szczęśliwie gospodarzy aż do końca swych dni.